# 圣皮埃尔达米伊
圣皮埃尔达米伊（法語：Saint-Pierre-d'Amilly）是法国滨海夏朗德省的一个市镇，位于该省北部，属于罗什福尔区。该市镇总面积19.81平方公里，2009年时的人口为529人。

## 人口
圣皮埃尔达米伊人口变化图示